# NGC 38
NGC 36 är en spiralgalax i stjärnbilden Fiskarna. Den upptäcktes den 25 oktober 1881 Édouard Stephan.